# Ritidae
Die Ritidae sind eine Familie süd- und südostasiatischer Welse mit 13 Arten, die sich auf zwei Gattungen verteilen, nämlich Rita und Nanobagrus. Das Taxon bekam den Familienstatus erst 2016 in der 5. Auflage von Fishes of the World, einem Standardwerk zur Fischsystematik, und galt vorher als Unterfamilie der Stachelwelse (Bagridae). Die Stachelwelse gehören zu einer als „Big Asia“ bezeichneten Gruppe nah verwandter asiatischer Welsfamilien, die Ritidae stehen dagegen möglicherweise den Korallenwelsen (Plotosidae) nahe, die nicht zur „Big Asia“-Gruppe gehören. Die Ritidae kommen in Südasien, Indochina sowie auf Borneo und Sumatra vor.

## Merkmale
Bei den Arten der Gattung Rita handelt es sich um mittelgroße bis sehr große Welse, die 20 cm bis 2 Meter lang werden können. Die Stacheln ihrer Brust- und der Rückenflosse sind groß und stark entwickelt, die Augen sitzen dorsolateral. Die Arten der Gattung Nanobagrus bleiben mit Längen von 3 bis 5 cm sehr klein. Bei beiden Gattungen ist die Afterflosse kurz und die Schwanzflosse gegabelt. Die Bauchflossen besitzen 7 bis 8 Flossenstrahlen, Anus und Geschlechtsöffnung liegen dicht beieinander, der rückwärtige Fortsatz des Schultergürtels ist rudimentär. Bei den Stachelwelsen haben die Bauchflossen dagegen 6 Flossenstrahlen, Anus und Geschlechtsöffnung liegen nicht nah beieinander und der rückwärtige Fortsatz des Schultergürtels ist gut entwickelt.

## Gattungen und Arten
- Rita Bleeker, 1854
  - Rita bakalu Lal et al., 2016
  - Rita chrysea Day, 1877
  - Rita gogra (Sykes, 1839)
  - Rita kuturnee (Sykes, 1839)
  - Rita macracanthus Ng, 2004
  - Rita rita (Hamilton, 1822)
  - Rita sacerdotum Anderson, 1879
- Nanobagrus Mo, 1991
  - Nanobagrus armatus (Vaillant, 1902)
  - Nanobagrus fuscus (Popta, 1904)
  - Nanobagrus immaculatus Ng, 2008
  - Nanobagrus lemniscatus Ng, 2010
  - Nanobagrus nebulosus Ng & Tan, 1999
  - Nanobagrus stellatus Tan & Ng, 2000
  - Nanobagrus torquatus Thomson, López, Hadiaty & Page, 2008